# Coniocompsa
Coniocompsa is een geslacht van insecten uit de familie van de dwerggaasvliegen (Coniopterygidae), die tot de orde netvleugeligen (Neuroptera) behoort.

## Soorten
- C. arabica Szir?i, 1992
- C. elegansis Z.-q. Liu & C.-k. Yang, 2002
- C. fimbriata Tjeder, 1957
- C. forticata C.-k. Yang & Liu, 1999
- C. fujianana C.-k. Yang & Liu, 1999
- C. furcata Banks, 1937
- C. indica Withycombe, 1925
- C. japonica Enderlein, 1907
- C. longqishana C.-k. Yang & Liu, 1993
- C. mahunkai Szir?i, 2001
- C. meinanderi Monserrat, 1982
- C. mindanaoensis Meinander, 1972
- C. nabhitabhatai Szir?i, 2002
- C. postmaculata C.-k. Yang, 1964
- C. silvestriana Enderlein, 1914
- C. smithersi Meinander, 1972
- C. spectabilis Liu et al., 2003
- C. traceyae New, 1990
- C. truncata C.-k. Yang & Liu, 1999
- C. vesiculigera Enderlein, 1905
- C. zimmermani Kimmins, 1953